# Liste der Monuments historiques in Niedermorschwihr
Die Liste der Monuments historiques in Niedermorschwihr führt die Monuments historiques in der französischen Gemeinde Niedermorschwihr auf.

## Liste der Bauwerke
| Bezeichnung    | Beschreibung                                                                                          | Standort                      | Kennzeichnung | Schutzstatus   | Datum | Bild           |
| -------------- | --- | ----------------------------- | ------------- | -------------- | ----- | -------------- |
| Winzerhaus     | Massivbau mit Erker, bezeichnet 1619                                                                  | 133 rue des Trois Épis (Lage) | PA00085568    | Inscrit        | 1932  | weitere Bilder |
| Kirche St-Gall | Turm um 1200, Schiff von 1805, Entwurf von Gabriel Ignaz Ritter; im Turm mittelalterliche Wandgemälde | Rue de l’Église (Lage)        | PA00085766    | Classé Inscrit | 1993  | weitere Bilder |
| Wohnhaus       | Massivbau mit Eckquaderung, bezeichnet 1552, 1560 und 1593                                            | 72 rue des Trois Épis (Lage)  | PA68000039    | Inscrit        | 2004  |                |

## Liste der Objekte
| Bezeichnung                       | Beschreibung                           | Standort                     | Kennzeichnung | Schutzstatus | Datum     | Bild           |
| --------------------------------- | -------------------------------------- | ---------------------------- | ------------- | ------------ | --------- | -------------- |
| Orgel                             | Ensemble aus PM68000266 und PM68000523 | in der Kirche St-Gall (Lage) | PM68000911    | Classé       | 1970 1990 | weitere Bilder |
| Orgelprospekt und Emporenbrüstung | 1726 von Andreas Silbermann gebaut     | in der Kirche St-Gall (Lage) | PM68000266    | Classé       | 1970      | weitere Bilder |
| Instrumentalteil der Orgel        | 1726 von Andreas Silbermann gebaut     | in der Kirche St-Gall (Lage) | PM68000523    | Classé       | 1990      | weitere Bilder |